# 波普勒里弗鎮區 (明尼蘇達州紅湖縣)
波普勒里弗鎮區（英語：Poplar River Township）是位於美國明尼蘇達州紅湖縣的一個行政鎮區。

## 地方資料
波普勒里弗鎮區的面積為90.51平方千米，皆為陸地。根據2020年美國人口普查的數據，當地共有人口115人，而人口密度為每平方千米1.27人。